# Simon Hughes
Sir Simon Henry Ward Hughes (nascut el 17 de maig de 1951) és un polític britànic. Hughes va ser líder suplent dels  liberals demòcrates 2010-2014, i des del 2013 fins al 2015 va ser Ministre d'Estat en el  Ministeri de Justícia. Va ser membre del Parlament (MP) per la circumscripció de Bermondsey i Old Southwark (i els seus predecessors) a partir de 1983-2015.